# Natrouranospinite
La natrouranospinite (simbolo IMA: Nusp) è un minerale raro del gruppo della meta-autunite appartenente alla famiglia dei "fosfati, arseniati e vanadati" con composizione chimica idealizzata Na2(UO2)2(AsO4)2 • 5H2O e quindi chimicamente un idrato arseniato di uranile di sodio.

## Etimologia e storia
Il minerale è stato scoperto per la prima volta nel giacimento di uranio "Bota-Burum" nella regione di Almaty in Kazakistan. È stato descritto per la prima volta nel 1957, in una pubblicazione in cui ci si riferiva al minerale come uranospinite di sodio (russo: Натриевый Ураноспинит) a causa della sua stretta relazione chimica con l'uranospinite e il catione dominante sodio.
Con la fondazione dell'Associazione Mineralogica Internazionale (IMA) nel 1958 e l'istituzione definitiva delle regole per la nomenclatura dei nomi dei minerali nel 1998, molti minerali che non rispettavano queste regole sono stati rinominati nel tempo. Nel caso dell'uranospinite di sodio, è stato implementato il requisito che i nomi dei minerali con una relazione dimostrata dovessero consistere in una sola parola ed è stato rinominato natrouranospinite nel 2008. Poiché il cambiamento nella nomenclatura di numerosi minerali era già stato annunciato nel 2007 nella pubblicazione "New Minerals and Mineral Names" (IMA 07-C), il minerale è stato da allora inserito nell'"Elenco dei minerali e dei nomi dei minerali" dell'IMA con il riconoscimento "IMA 2007 s.p." (Procedura speciale).
Il campione tipo del minerale è conservato nella collezione del Museo Mineralogico, intitolato a A.J. Fersman ("Fersman Mineralogical Museum", FMM) di Mosca (Russia) con il numero di catalogo 72124-26.

## Classificazione
Già nell'obsoleta, ma ancora in uso, 8ª edizione della sistematica minerale secondo Strunz, la natrouranospinite apparteneva alla classe minerale dei "fosfati, arseniati e vanadati" e quindi alla sottoclasse dei "fosfati acquosi, arseniati e vanadati con anioni estranei", dove veniva elencata insieme ad autunite, bassetite, fritzscheite, heinrichite, kahlerite, metakirchheimerite, nováčekite, sabugalite, saléeite, torbernite, uramphite, uranocircite, uranospathite, uranospinite e zeunerite, con le quali forma la "serie dell'uranite" con il sistema nº VII/D.20a.
Nella Sistematica dei lapis (Lapis-Systematik) di Stefan Weiß, che è stata rivista e aggiornata l'ultima volta nel 2018, che si basa ancora su questa vecchia edizione di Strunz per considerazione verso i collezionisti privati e le collezioni istituzionali, al minerale è stato assegnato il sistema nº VII/E.02-130. In questa Sistematica ciò corrisponde alla classe dei "fosfati uranilici/arseniati e vanadati uranilici con [UO2]2+–[PO4]/[AsO4]3− e [UO2]2+–[V2O8]6−, con isotipi vanadati (serie della sincosite)", dove la natrouranospinite insieme ad abernathyite, bassetite, chernikovite, lehnerite, meta-ankoleite, meta-autunite, metaheinrichite, metakahlerite, metakirchheimerite, metalodèvite, metanatroautunite, metanováčekite, metarauchite, metasaléeite, metatorbernite, metauranocircite, metauranospinite, metazeunerite, ulrichite, uramarsite e uramphite, con le quali forma il "gruppo della meta-autunite" con il sistema nº VII/E.02.
La 9ª edizione della sistematica minerale di Strunz, che è stata aggiornata l'ultima volta dall'IMA nel 2024, classifica la natrouranospinite nella classe "8. Fosfati, arsenati, vanadati" e da lì nella sottoclasse "8.E Fosfati e arsenati di uranile". Questa è ulteriormente suddivisa in base al rapporto tra la quantità di uranile (UO2) e complesso fosfato, arseniato o vanadato (RO4), in modo che il minerale possa essere trovato nella suddivisione "8.EB UO2:RO4 = 1:1" in base alla sua composizione, dove forma il gruppo senza nome 8.EB.15 insieme a chernikovite, meta-ankoleite, uramarsite, abernathyite, trögerite e uramphite.
Anche la classificazione dei minerali secondo Dana, che viene utilizzata principalmente nel mondo anglosassone, classifica la natrouranospinite nella classe di "fosfati, arseniati e vanadati" e lì nella sottoclasse dei "fosfati idrati, ecc.". Qui è l'unico membro del gruppo senza nome 40.02a.06 all'interno della suddivisione "fosfati acquosi ecc., con A2+(B2+)2(XO4) • x(H2O), con (UO2)2+".

## Abito cristallino
La natrouranospinite cristallizza nel sistema tetragonale e nel gruppo spaziale P4/nmm (gruppo nº 129) con i parametri del reticolo a = 7,12 Å e c = 8,61 Å così come una unità di formula per cella unitaria.

## Proprietà
Il minerale è molto radioattivo grazie al suo contenuto di uranio fino al 49,98%. Tenendo conto delle proporzioni degli elementi radioattivi nella formula molecolare idealizzata e dei successivi decadimenti della serie di decadimento naturale, per il minerale viene fornita un'attività specifica di circa 89,466 kBq/g (per confronto, il potassio naturale ha un'attività specifica pari a 0,0312 kBq/g). Il valore indicato può variare in modo significativo a seconda del contenuto di minerali e della composizione degli stadi, ed è anche possibile l'arricchimento selettivo o l'arricchimento dei prodotti di decadimento radioattivo e modifica l'attività.
Sotto la luce ultravioletta, la natrouranospinite mostra una fluorescenza verde-giallastra brillante, simile a quella degli evidenziatori colorati al neon.

## Origine e giacitura
La natrouranospinite si forma secondariamente nella zona di ossidazione dei depositi idrotermali primari con porfido felsite carbonizzato del Devoniano e brecce contenenti tufo. I minerali associati includono arsenopirite, galena, pirite e uraninite (o pechblenda). L'erosione (ossidazione) ha prodotto anche arseniosiderite, orpimento, mansfieldite, metazeunerite, realgar, scorodite e trögerite.
La natrouranospinite è il minerale di uranio secondario più abbondante, occasionalmente sostituito dall'uranofane.
Essendo una rara formazione mineraria, la natrouranospinite è stata rilevata solo in pochi luoghi, con circa 20 ritrovamenti documentati in tutto il mondo. La sua località tipo, il deposito di uranio "Bota-Burum" nella regione di Almaty, è l'unico sito conosciuto in Kazakistan.
In Germania, il minerale è stato rinvenuto solo dall'ex miniera di uranio a cielo aperto Ellweiler nel circondario di Birkenfeld e da una prospezione di uranio vicino a Schweisweiler nel circondario del Donnersberg.
Altre località includono Argentina, Francia, Iran, Italia, Messico, Polonia, Russia, Spagna, Repubblica Ceca e Stati Uniti (Colorado, Utah).

## Forma in cui si presenta in natura
La natrouranospinite sviluppa cristalli imperfetti, da fibrosi a inguinali fino a circa 2 cm di dimensione con una lucentezza simile al vetro sulle superfici. Tuttavia, si trova anche sotto forma di cristalli e aggregati minerali divergenti o irregolari, nonché di rivestimenti crostosi. Il minerale è traslucido e di colore giallo-verde o giallo limone o giallo paglierino con striscio giallo pallido.